# Samuel J. Kirkwood

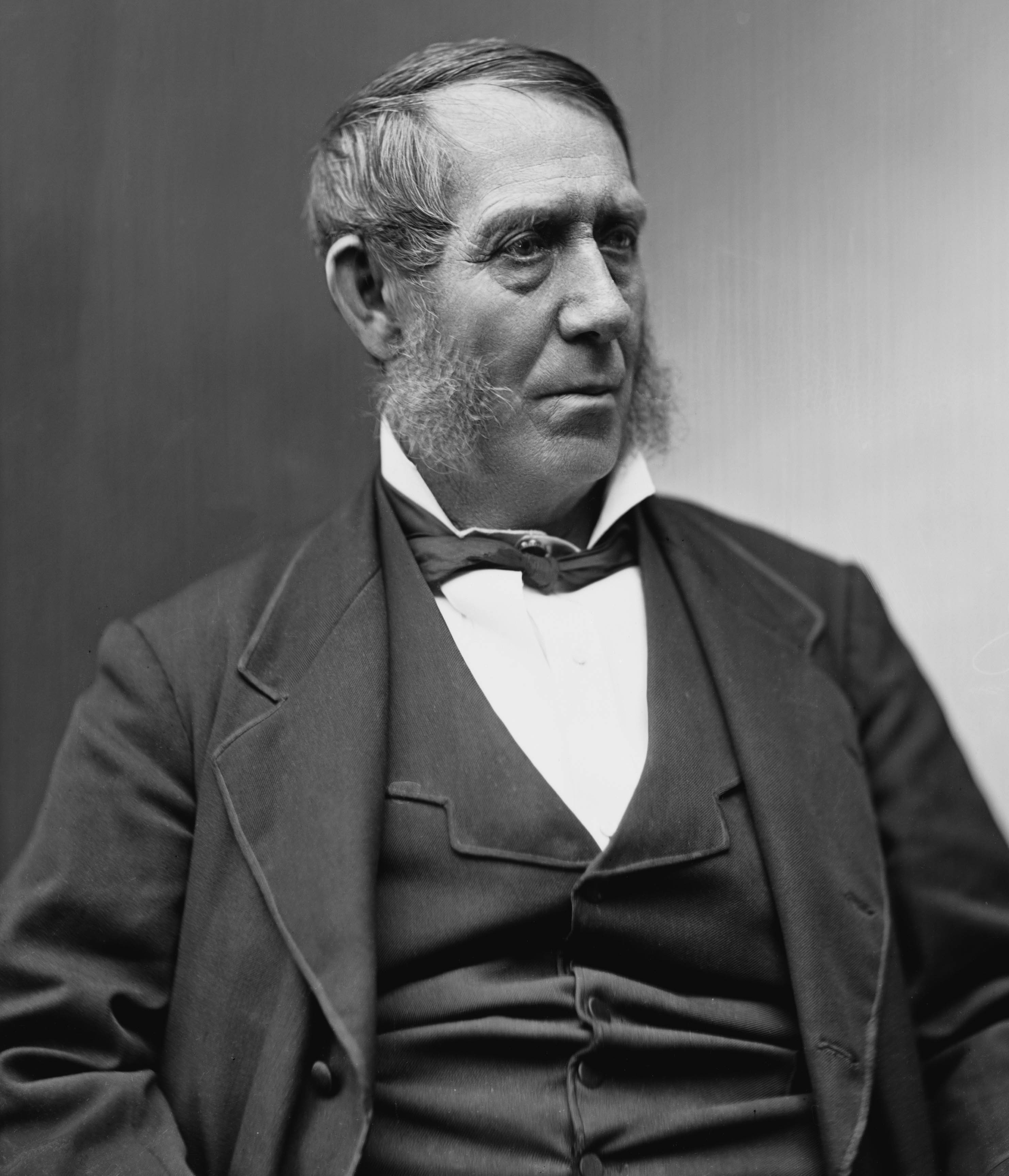
Samuel Jordan Kirkwood

Samuel Jordan Kirkwood (* 20. Dezember 1813 im Harford County, Maryland; † 1. September 1894 in Iowa City, Iowa) war ein Politiker in den Vereinigten Staaten. Er war der 5. und 9. Gouverneur von Iowa, Senator und Innenminister der Vereinigten Staaten.

## Leben
Kirkwood wurde in Washington erzogen und kam 1835 nach Mansfield, Ohio. Anschließend studierte er die Rechte, wurde 1843 als Anwalt zugelassen und zwei Jahre später Staatsanwalt des Countys. 1850 wurde er als Delegierter zu der Versammlung gesandt, welche die Verfassung von Ohio zustande brachte, zog 1855 nach Coralville in Iowa und wurde im folgenden Jahr als Republikaner in den Staatssenat gewählt. Nun begann Kirkwoods politischer Einfluss zu wachsen, und er wurde von seiner Partei zum Gouverneur von Iowa gewählt.
Als er 1865 aus dem Amt schied, ernannte ihn Präsident Abraham Lincoln zum Gesandten für Dänemark. Kirkwood war jedoch des öffentlichen Lebens müde und lehnte ab, um in Iowa seine Advokatenpraxis fortzusetzen. 1866 wurde er in den Senat der Vereinigten Staaten als Ersatzmann für James Harlan gewählt. 1875 erhielt er abermals den Posten des Gouverneurs von Iowa, und 1876 wurde er in den Senat berufen, in welchem er noch saß, als ihn 1880 Präsident James A. Garfield zum Minister des Inneren ernannte, was er bis 1885 blieb.